# Тупик (фильм, 1970)
«Тупик» (англ. Deadlock) — западногерманский вестерн 1970 года, снятый режиссёром новой волны Роландом Кликом. В главных ролях снялись актёры Марио Адорф (Чарльз Дамп), Энтони Доусон (Саншайн) и Марквард Бом (Кид). Минималистический саундтрек к фильму написан краутрок-группой Can. Съёмки фильма проходили в израильской пустыне Негев.

## Сюжет
С миллионами долларов в кейсе по пустыне блуждает раненый в руку грабитель Кид. На обочине дороги Кид теряет сознание, где его находит надсмотрщик заброшенного рудника Чарльз Дамп. После мучительных раздумий Дамп не решается убить Кида и оставляет его жить у себя. Вместе с Дампом живёт немолодая сумасшедшая актриса Коринна и её умственно-отсталая немая дочь Джесси, с которой сближается Кид. Вскоре появляется пожилой напарник Кида Саншайн, который после продолжительных издевательств убивает Дампа, переехав его на грузовике. Саншайн делит деньги с Кидом, они садятся в грузовик и отъезжают. Джесси бежит за грузовиком, Кид останавливается. Саншайн заставляет Кида выйти из машины и уезжает. Через некоторое время Саншайн обнаруживает, что вместо доли Кида в кейс были подложены булыжники. Разгневанный, он возвращается и в ярости убивает Джесси и Коринну. Кид отбирает у Саншайна автомат и стреляет в него, после чего уходит в пустыню.

## Награды
За лучшую режиссуру полнометражного фильма Роланд Клик получил германскую национальную премию «Золотая кинолента» (1971).

## Цитаты о фильме
Стильное сочетание гангстерской баллады и нео-вестерна, переплетённое с психоледической музыкой кёльнской краутрок-группы Can. Самородок ностальгии.TV Spielfilm
«Deadlock» — это замок в двери, который можно открыть только с одной стороны. Место действия фильма – это засада, из которой нет спасения».Роланд Клик
«Deadlock» — фантастический фильм. Странный и обжигающий.Алехандро Ходоровски